# Metal Slug Advance
Metal Slug Advance est un jeu vidéo de type Run and gun développé par Noise Factory et édité par SNK Playmore sorti en 2004 sur Game Boy Advance. Il s'agit du deuxième jeu de la série Metal Slug dans lequel le joueur ne peut pas incarner Marco Rossi (le premier étant Metal Slug: 2nd Mission), bien que ce dernier soit visible à l'arrière plan de la jaquette occidentale.

## Scénario
Un camp d'entraînement des Peregrine Falcon a été mis en place sur une île déserte, dans laquelle les nouvelles recrues doivent survivre. Cependant, le général Morden décide d'envahir l'île au même moment. En plus des rudes conditions, les nouvelles recrues vont devoir survivre à l'Armée Rebelle.

## Système de jeu
Comme les autres jeux de la série, Metal Slug Advance est un Run and gun dans lequel le joueur doit avancer en éliminant les ennemis. Cet épisode se différencie de la série, notamment avec l’implémentation d'un système de jauge de vie, qui remplace le système de vie supplémentaire. Cette jauge de vie baisse au fur et à mesure des coups reçus, mais peut aussi être restaurée avec des objets alimentaires. Chaque niveau comporte des cartes à collectionner. Chaque carte comprend des informations détaillées sur l'un des personnages, ennemi ou véhicule du jeu,,,.